# كورديل حمراء
كورديل حمراء (الاسم العلمي:Cordyline rubra) هو نوع من النباتات يتبع جنس الكورديل من الفصيلة الهليونية.